# Quintieri
 (mars 2024).
Quintieri est un village de la commune rurale de Pessoba, dans la préfecture de Cutiala, dans la région de Sicasso, au sud du Mali. En 1889, le tristement célèbre Tiebá Traoré (r. 1866-1893) assiège Songuela et les villages de Pessoba, Quintieri, Faracala, Zangorola et Zandiela envoient des troupes à sa rescousse. Le village de Quintieri est également connu sous le nom de Songuela,.